# طواف إسبانيا 1995
طواف إسبانيا 1995 هو سباق دراجات هوائية أقيم في إسبانيا بتاريخ 2 - 24 سبتمبر، تكون السباق من 21 مرحلة وامتدّ لمسافة 3750 كم بسرعة 39.246 كم/س، استغرق السباق 95 ساعة 30 دقيقة 33 ثانية. فاز به لوران جالابير وحلّ ثانيا أبراهام أولانو.

## الترتيب
| م                     | الدرّاج         | البلد   | الزمن                     |
| --------------------- | -------------- | ------- | ------------------------- |
| الفائز بالترتيب العام | لوران جالابير  | فرنسا   | 95 ساعة 30 دقيقة 33 ثانية |
| الثاني                | أبراهام أولانو | إسبانيا |                           |
| حسب النقاط            | لوران جالابير  | فرنسا   | -                         |
| التسلق                | لوران جالابير  | فرنسا   | -                         |